# Paseo Imperial
El paseo Imperial es una vía pública de la ciudad española de Madrid, situada en el barrio Imperial, distrito de Arganzuela.

## Descripción
La vía discurre desde la ronda de Segovia hasta el puente de Toledo. Aparece descrita en Las calles de Madrid (1889) de Hilario Peñasco de la Puente y Carlos Cambronero con las siguientes palabras:

Imperial (Paseo). Desde la Ronda de Segovia al Puente de Toledo. En documentos de 1780 se habla de los Paseos Imperiales, que son los que conducían al Canal.
(Peñasco de la Puente y Cambronero, 1889, p. 262)